# Þormóður Jónsson
Þormóður Árni Jónsson, oftmals auch Thormodur Jonsson (* 2. März 1983 in Reykjavík), ist ein isländischer Judoka.

## Werdegang
Seine ersten Erfolge sammelte Þormóður ab 2003 bei den Nordischen Meisterschaften mit Bronze in Stockholm und 2004 Bronze in Lahti. 2005 sicherte er sich in Reykjavík seinen ersten Titel. Einen ersten großen internationalen Erfolg feierte Þormóður mit dem Start bei den Olympischen Sommerspielen 2008 in Peking, bei denen er im Viertelfinale am Iraner Mohammad Reza Roudaki durch Ippon durch O-soto-gari scheiterte. Im April gewann er in seiner Heimatstadt Reykjavík in der Klasse +100 kg sowie in der offenen Männerklasse seine beiden ersten von insgesamt 13 nationalen Titeln. Vier Jahre später bei den Olympischen Sommerspielen 2012 in London scheiterte Þormóður gegen den Brasilianer Rafael da Silva nach Ippon.
Bei den Olympischen Sommerspielen 2016 in Rio de Janeiro startete Þormóður in der Klasse +100 kg. Zudem führte er als Flaggenträger die Isländische Olympiamannschaft bei der Eröffnungsfeier. Bei den Spielen scheiterte er in der ersten Runde am Polen Maciej Sarnacki.
2005, 2007 und 2011 gewann Þormóður die Goldmedaille in seiner Gewichtsklasse bei den Spielen der kleinen Staaten von Europa.